# Palaciosrubios
Palaciosrubios es un municipio y localidad española de la provincia de Salamanca, en la comunidad autónoma de Castilla y León. Se integra dentro de la comarca de la Tierra de Peñaranda y la subcomarca de Las Guareñas. Pertenece al partido judicial de Peñaranda.
Su término municipal está formado por un solo núcleo de población, ocupa una superficie total de 36,48 km² y según los datos demográficos recogidos en el padrón municipal elaborado por el INE en el año 2017, cuenta con una población de 368 habitantes.
El nombre oficial del municipio se cambió durante el franquismo de «Palacios Rubios» a Palaciosrubios para distinguirlo del municipio de igual nombre sito en la provincia de Ávila.
El gentilicio aceptado para los habitantes de Palaciosrubios es beleguino o beleguina, de origen incierto.

## Toponimia
El significado de "Palacio" como casa suntuosa se remonta al Renacimiento, anteriormente "Palacio" se usaba en el sentido de cilla o granero para el cereal.
El vocablo "Rubio" significaba rojo durante la Edad Media. También había una variedad de trigo conocida como rubión y que de hecho aparece mencionada en el Quijote. La voz rubión se define en el diccionario de la RAE de 1791 como una especie de trigo rubiáceo. Es por lo tanto, lógico suponer que Palacios Rubios significara o almacén de rubión o cilla de color rojo rojo, posiblemente debido a la construcción tradicional en ladrillo.

## Geografía
Situada en una hondura ventilada por vientos del norte y oeste, su clima es algo frío. Confina el término por el norte con Cantalapiedra, este con Horcajo de las Torres (Ávila), sur con Zorita de la Frontera y oeste con Poveda de las Cintas. Se encuentran en él varias fuentes de excelentes aguas y lo cruza la reguera del Guareña y el arroyo del Cañipón. La actividad socioeconómica dominante es la agricultura siendo los principales cultivos los cereales de secano y cultivos de regadío como la remolacha, la patata o el maíz.

## Historia
Su fundación se remonta a la repoblación efectuada por los reyes de León en la Edad Media, quedando integrado en el cuarto de Villoria de la jurisdicción de Salamanca, dentro del Reino de León, denominándose en el siglo XIII Palacios Ruvios. En el año de 1243, consta la presencia de un presbítero de Palacios Rubios llamado Pedro López. 
Más adelante, en la Edad Moderna, su importancia se vio engrandecida por haber sido la patria de Juan López de Vivero (1450-1524), consejero de los Reyes Católicos, más conocido como Juan López de Palacios Rubios. En el siglo XVI, un 7 de agosto de 1508, sus vecinos fueron relevados de alojamiento y otras servidumbres semejantes. Y el 1 de septiembre de 1637 el pueblo compró al rey Felipe IV el título de villa para su jurisdicción. Con la creación de las actuales provincias en 1833, Palacios Rubios quedó encuadrado en la provincia de Salamanca, dentro de la Región Leonesa.
En el siglo XX ocupó la actualidad nacional por los sucesos del año 1931. Desde el día 25 muchos jornaleros de Palacios Rubios permanecían en huelga contra los patronos y los últimos acontecimientos indicaban que la disputa laboral se resolvería a su favor. La tarde del 28 de septiembre la Guardia Civil abrió fuego sin previo aviso contra un grupo pacífico de jornaleros y obreros que se concentraban en ambiente festivo en el pueblo después de acudir a un mitin en Peñaranda de Bracamonte y celebrando el posible fin de su huelga. El ataque de la Guardia Civil, que se defendió justificando su acción como defensa propia según la prensa de la época, dejó como víctimas dos muertos en el acto y cuatro heridos, dos de los cuales fallecieron días después. Como consecuencia los graves sucesos la Federación Obrera llamó a la huelga general el día 29 de septiembre para todos los obreros de la provincia de Salamanca, jornada durante la cual también se produjeron incidentes en otros municipios.
El 13 de enero de 2011 recibió el distintivo "Ciudad de la Ciencia y la Innovación Archivado el 23 de enero de 2011 en Wayback Machine." concedido por el Ministerio de Ciencia e Innovación, en presencia de los Príncipes de Asturias. El distintivo reconoce el esfuerzo y compromiso que han venido desempeñando el ayuntamiento en la I+D+i. Palacios Rubios cuenta con una moderna sala de ordenadores y red WiFi abierta y gratuita en todo el término. Ha de destacarse que, de los treinta municipios galardonados, Palacios Rubios es el de menor población.

## Demografía
Cuenta con una población de 299 habitantes (INE 2024).
| Gráfica de evolución demográfica de Palaciosrubios entre 1842 y 2021 |
| |
| Población de derecho según los censos de población del INE Población de hecho según los censos de población del INEEn estos censos se denominaba Palacios Rubios: 1842 y 1857 |

## Símbolos

### Escudo
El escudo heráldico que representa al municipio fue aprobado el 12 de diciembre de 1994 con el siguiente blasón:

«Escudo partido. Primero, de gules con tres espigas de oro, bien ordenadas. Segundo, de azur con cinco bandas de oro. Timbrado de la Corona Real Española»
Disposición BOE-A-1995-1039, publicada en el BOE n.º 11, de 13 de enero de 1995.

## Administración y política
| Partido político                              | 2019  | 2019  | 2019       | 2015  | 2015  | 2015       | 2011  | 2011  | 2011       | 2007  | 2007  | 2007       | 2003  | 2003  | 2003       |
| Partido político                              | %     | Votos | Concejales | %     | Votos | Concejales | %     | Votos | Concejales | %     | Votos | Concejales | %     | Votos | Concejales |
| Partido Popular (PP)                          | 48,38 | 134   | 3          | 45,93 | 141   | 3          | 49,86 | 175   | 4          | 42,23 | 155   | 3          | 33,41 | 137   | 2          |
| Partido Socialista Obrero Español (PSOE)      | 26,71 | 74    | 2          | 38,44 | 118   | 3          | 23,08 | 81    | 1          | 26,70 | 98    | 2          | 19,76 | 81    | 1          |
| Ciudadanos (Cs)                               | 24,91 | 69    | 2          | 15,64 | 48    | 1          | —     | —     | —          | —     | —     | —          | —     | —     | —          |
| Coalición SI por Salamanca (SI)               | —     | —     | —          | —     | —     | —          | 26,78 | 94    | 2          | —     | —     | —          | —     | —     | —          |
| Unión del Pueblo Salmantino (UPSa)            | —     | —     | —          | —     | —     | —          | —     | —     | —          | 31,06 | 114   | 2          | —     | —     | —          |
| Unidad Regionalista de Castilla y León (URCL) | —     | —     | —          | —     | —     | —          | —     | —     | —          | —     | —     | —          | 45,85 | 188   | 4          |

## Patrimonio

### Iglesia parroquial de San Andrés
La iglesia parroquial de San Andrés ocupa un espacio destacado en el pueblo, estando libre y exenta de toda edificación que interrumpa el entorno. La cronología del origen de esta iglesia se estima entre finales del siglo XII e inicios del siglo XIII. Se acabó en el siglo XVIII, cuando se construyó la torre.
El interior de la iglesia responde al prototipo de planta basilical con tres naves y tres capillas en la cabecera, bóvedas de crucería, arcos agudos sin impostas y molduras semiromanas. Tiene cinco retablos restaurados en el año 1998, destacando el retablo mayor, obra del tallista y ensamblador Manuel de Saldaña. El artesonado del baptisterio, del siglo XIII, fue trasladado desde la ermita de San Bartolomé, ante la amenaza de ruina de éste. Destaca una talla que representa a la Virgen del Rosario de estilo rencentista italiano, popularmente conocida como «La Tropezona».